# Phalaenopsis fasciata
Phalaenopsis fasciata là một loài lan đặc hữu của Philippines. Hoa nhỏ, màu vàng sẫm và có các sọc mỏng màu nâu ở cánh hoa và lá đài. Màu sắc của loài này gần giống với Phalaenopsis reichenbachiana nhưng chỉ khác ở chi tiết môi không có hình tam giác.